# 国家承認を得た国連非加盟の国と地域の旗一覧
国家承認を得た国連非加盟の国と地域の旗一覧（こっかしょうにんをえたこくれんひかめいのくにとちいきのはたいちらん）は、『国家承認を得た国連非加盟の国と地域の一覧』に掲載されている地域で国旗として使われている旗の一覧である。
地域がある大州毎に五十音順で並べている。

## アジア

アブハジア共和国の旗
北キプロス・トルコ共和国の旗
中華民国の旗
パレスチナ国の旗
南オセチア共和国の旗

## アフリカ

サハラ・アラブ民主共和国の旗
ソマリランド共和国の旗

## ヨーロッパ

沿ドニエストル共和国の旗（公用旗）
コソボ共和国の旗
チェチェン・イチケリア共和国の旗
リベルランド自由共和国の旗

## オセアニア

クック諸島の旗
ニウエの旗